# تشو دوك-جين
تشو دوك-جين (مواليد 20 فبراير 1983) هو ملاكم كوري جنوبي، مثّل بلاده في الألعاب الأولمبية الصيفية 2008.

## روابط خارجية
تشو دوك-جين على موقع أوليمبيديا (الإنجليزية)